# Beanie Sigel
Dwight Grant  (nascido em 6 de março de 1974), mais conhecido como Beanie Sigel, é um rapper americano de Philadelphia, Pensilvania. Recentemente ele estava em negociações com 50 Cent para assinar com a G-Unit Records e é um ex membro/artista da Roc-A-Fella Records, onde ele formou uma associação com os rappers Jay-Z, Freeway e outros artistas no catálogo da Roc-A-Fella. Seu nome artístico e uma homenagem a uma rua de South Philadelphia, a terra natal do rapper onde ele trabalhou junto com Senior Durham nos conjuntos habitacionais. Ele vendeu mais de dois milhões de álbuns mundialmente. Ele decidiu encerrar sua carreira no meio de 2010 quando fez sua última canção, "I Go Off" com 50 Cent que contratou Beanie a sua gravadora em 2009, no começo de 2011 Grant apareceu no álbum Give the Drummer Some, de Travis Barker, dizendo que este era o fim de sua carreira. Em 31 de maio de 2011, ele pediu desculpas a seu ex chefe Jay-Z. Mas em uma entrevista com o DJ Green Lantern, ele disse que nunca se desculpou com Jay-Z, e que ele ainda estava fazendo música.

## Discografia
Estúdio
- 2000: The Truth
- 2001: The Reason
- 2005: The B. Coming
- 2007: The Solution
- ? The Classic[5]